# 峠下駅
峠下駅（とうげしたえき）は、北海道留萌市留萌村峠下にあった北海道旅客鉄道（JR北海道）留萌本線の駅（廃駅）である。電報略号はトタ。事務管理コードは▲121505であった。

## 歴史

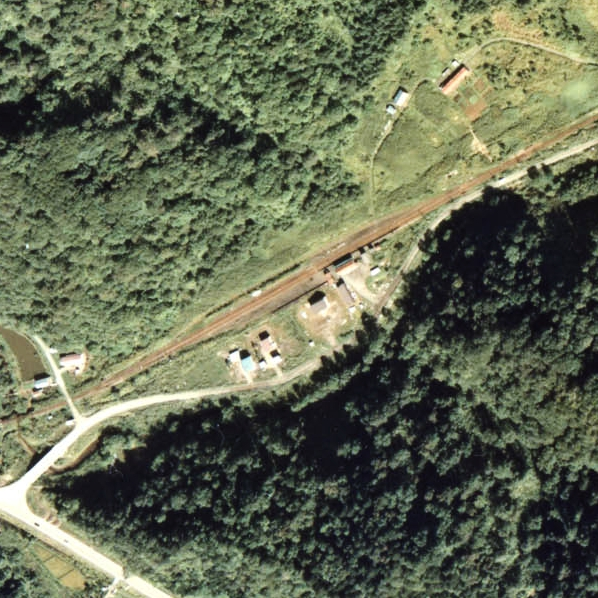
1977年の峠下駅と周囲約500メートル範囲。左が留萌方面。駅裏はすっかり草生しているが、かつては沢山の木材が野積みされていた。

- 1910年（明治43年）11月23日：鉄道院留萠線深川駅 - 留萠駅間開通に伴い開業、留萌支庁で最初に開業した駅である。[3][4]。一般駅[1]。
- 1931年（昭和6年）10月10日：線路名を留萠本線に改称、それに伴い同線の駅となる[4]。
- 1949年（昭和24年）6月1日：公共企業体である日本国有鉄道に移管。
- 1977年（昭和52年）5月25日：貨物取扱い廃止[1]。
- 1984年（昭和59年）2月1日：荷物取扱い廃止[1]。同時に出札・改札業務を停止し、閉塞扱いの駅員のみを配置する停留所扱いの無人駅となる[5][6]。
- 1987年（昭和62年）4月1日：国鉄分割民営化によりJR北海道に継承[1]。
- 1997年（平成9年）4月1日：線路名を留萌本線に改称、それに伴い同線の駅となる[4]。
- 1998年（平成10年）3月：タブレット閉塞から特殊自動閉塞化に伴い完全無人化。
- 2023年（令和5年）4月1日：石狩沼田駅 - 留萌駅間の廃止に伴い廃駅[7][JR北 1]。
- 2024年（令和6年）4月1日：雪の重みで旧峠下駅舎が倒壊。けが人は無し[8][9]。

### 駅名の由来
所在する地名より。アイヌ語の「ルチㇱポㇰ（rucis-pok）」（峠・下）の意訳に由来する和名である。

## 駅構造
廃止時点では相対式ホーム2面2線を有する地上駅で、深川駅 - 留萌駅間の途中駅では唯一の列車交換可能な駅となっていた。互いのホームは千鳥式に配置され、駅舎側ホーム西側と対向側ホーム東側を結んだ構内踏切で連絡している。駅舎側（南側）が下り線、対向側ホームが上り線となっていた（番線表示なし）。そのほか上り線の深川方から分岐し対向側ホーム外側の留萌方に至る行き止まりの側線を1線、また上下線各々に安全側線を有している。1983年（昭和58年）4月時点では下り線の留萌方から分岐し駅舎西側のホーム切欠き部分の貨物ホームへの貨物側線を1線有していたが、1993年（平成5年）3月までに撤去された。かつては蒸気機関車用の給水塔などの設備も存在したが、その面影はなくなっている。
留萌駅管理の無人駅であった。駅舎は構内の南側（留萌方面に向かって左手側）に位置し下り線ホーム中央部分に接している。有人駅時代からの駅舎が残っていた。外壁は茶色系の木製板張りで、舎内には出札窓口や手小荷物受け渡し窓口が板で塞がれながらも残存している。待合室には3畳ほどの畳敷きのスペースがある。かつては地元住民の手により造花や水中花が飾られていた。無人化後も保線詰め所としての役割があり、冬期は除雪担当の保線要員が使用していた。トイレを有する。
廃止後も駅舎は解体されずに残されていたが、2024年（令和6年）4月1日に自然倒壊していることが確認された。積雪の重みに耐えきれずに倒壊したものとみられる。

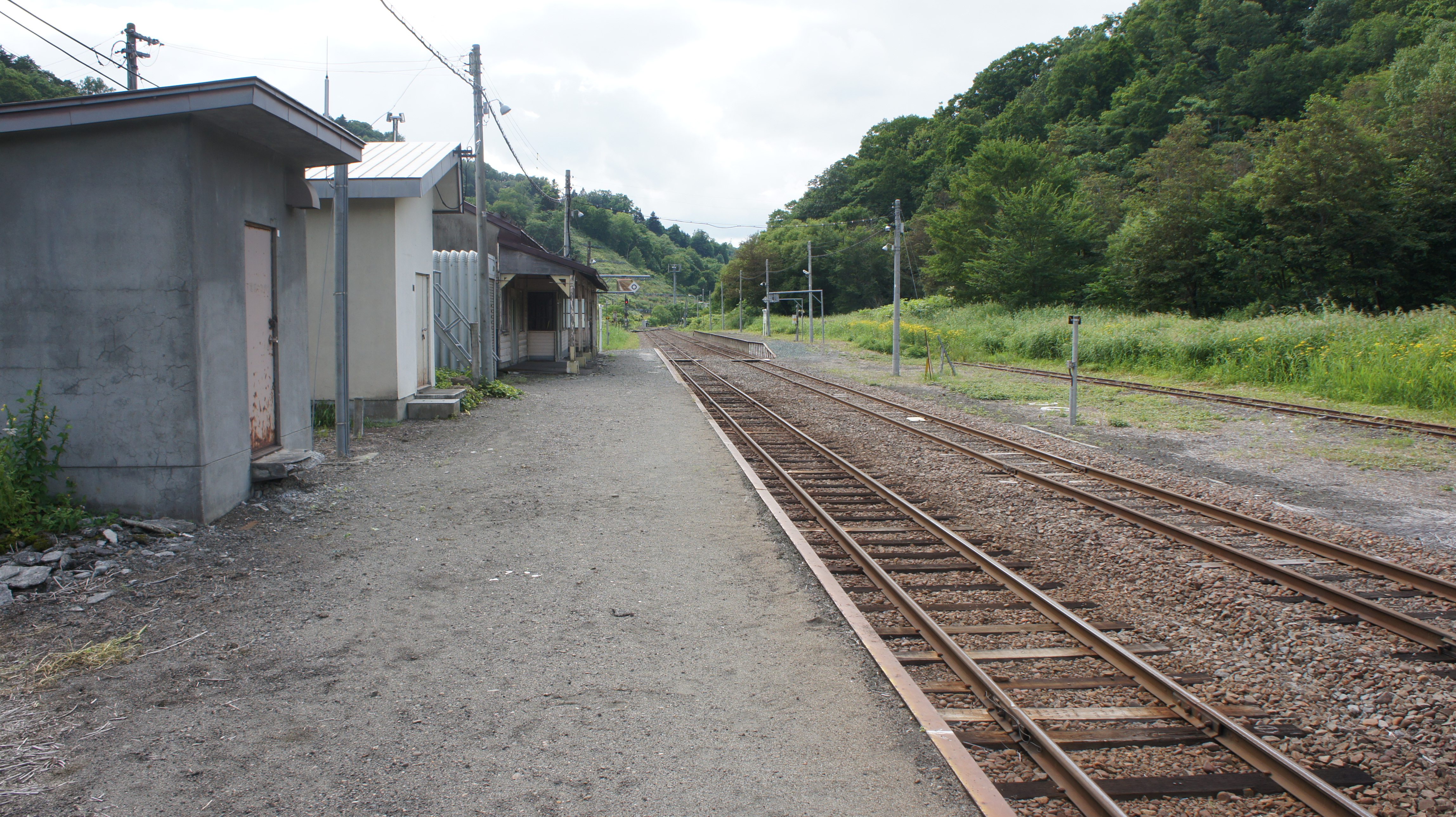
ホーム（2017年8月）
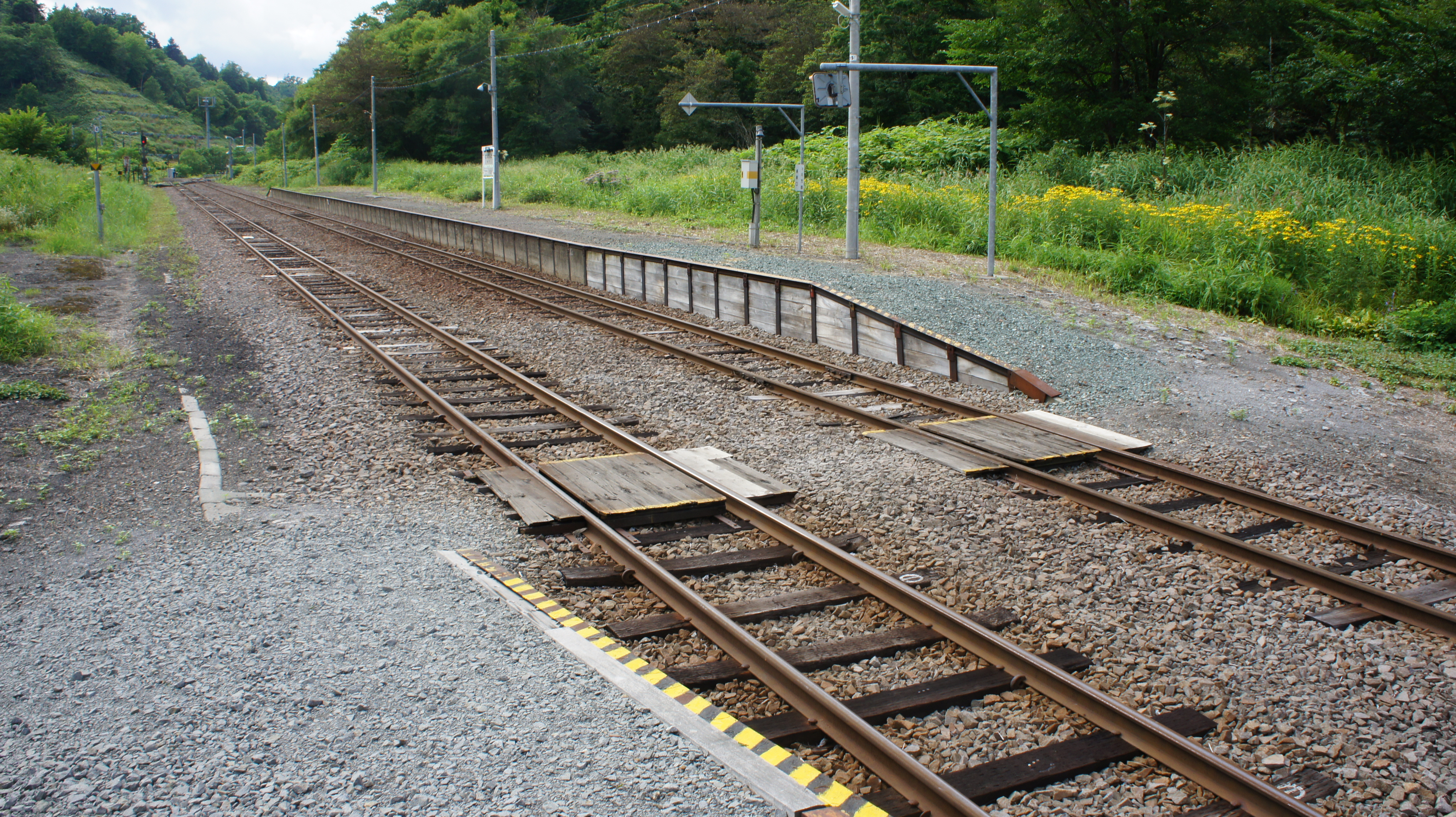
構内踏切（2017年8月）
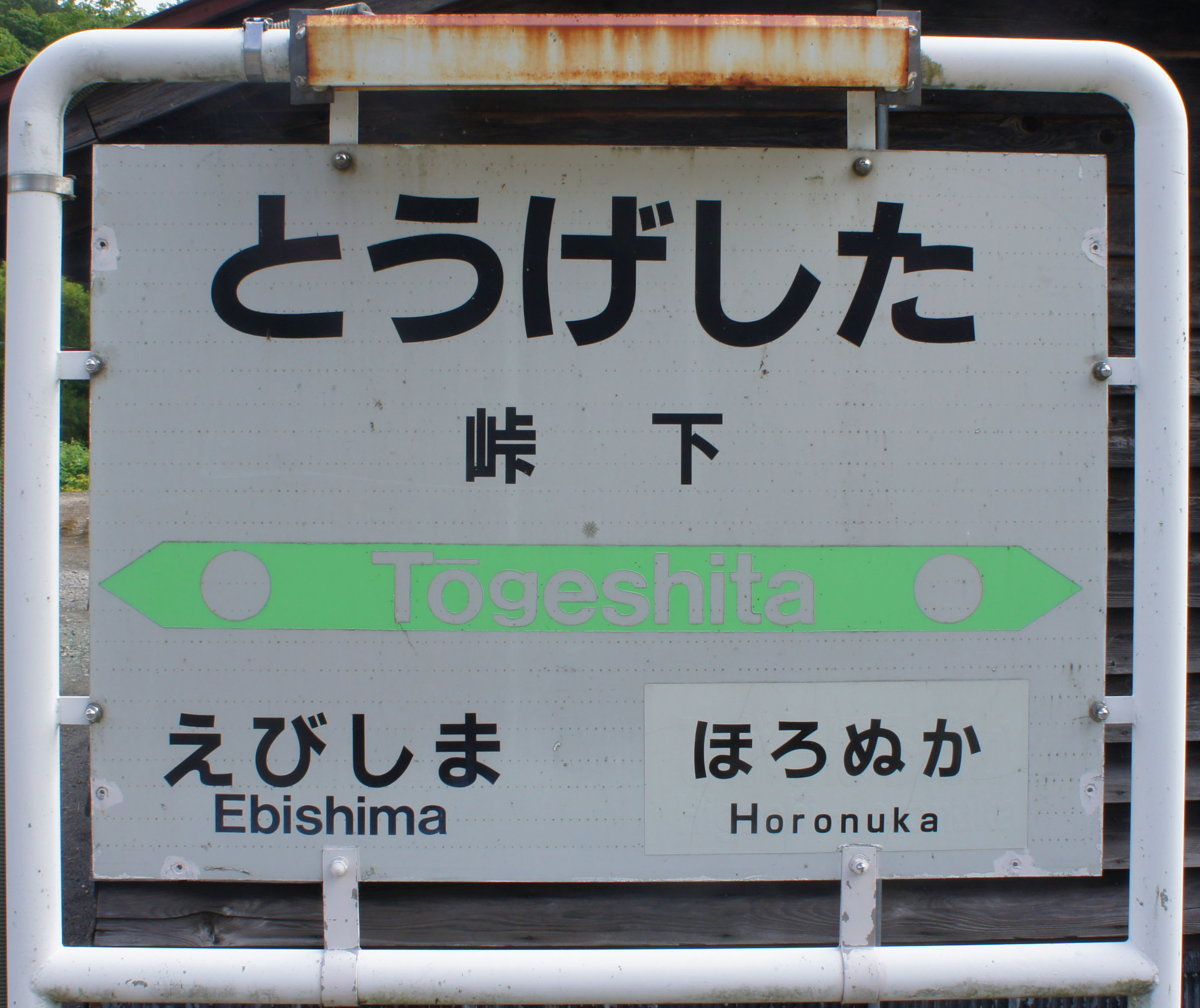
駅名標（2017年8月）

## 利用状況
乗車人員の推移は以下のとおりであった。年間の値のみ判明している年については、当該年度の日数で除した値を括弧書きで1日平均欄に示す。乗降人員のみが判明している場合は、1/2した値を括弧書きで記した。また、「JR調査」については、当該の年度を最終年とする過去5年間の各調査日における平均である。
| 年度               | 乗車人員 | 乗車人員 | 乗車人員    | 出典       | 備考                            |
| 年度               | 年間     | 1日平均  | JR調査      | 出典       | 備考                            |
| ------------------ | -------- | -------- | ----------- | ---------- | ------------------------------- |
| 1981年（昭和56年） |          | (9.0)    |             | [ 13 ]     | 1日乗降：18人                   |
| 1992年（平成04年） |          | (2.0)    |             | [ 12 ]     | 1日乗降：4人                    |
| 2015年（平成27年） |          |          | 「1名以下」 | [ JR北 2 ] |                                 |
| 2016年（平成28年） |          |          | 0.6         | [ JR北 3 ] | 同年度中に留萌駅 - 増毛駅間廃止 |
| 2017年（平成29年） |          |          | 0.8         | [ JR北 4 ] |                                 |
| 2018年（平成30年） |          |          | 0.8         | [ JR北 5 ] |                                 |
| 2019年（令和元年） |          |          | 0.8         | [ JR北 6 ] |                                 |
| 2020年（令和02年） |          |          | 0.6         | [ JR北 7 ] |                                 |
| 2021年（令和03年） |          |          | 0.4         | [ JR北 8 ] |                                 |
| 2022年（令和04年） |          |          | 0.8         | [ JR北 9 ] | 同年度末で営業終了              |

## 駅周辺
北に天塩連峰、南に増毛山地と、駅のすぐ前まで山が迫り、裏手は雑木林の沢になっている。駅前には小さな川が流れている。農家が1軒ある以外には人気はない。恵比島駅との間にトンネルが2本ある。深川駅 - 留萌駅間のトンネルはこの2本のみである。
- 国道233号（留萌国道）
- 北海道道549号峠下沼田線
- 峠下森林公園[14]
- 留萌川
- 沿岸バス・道北バス「峠下分岐点」停留所（国道233号沿い）
- 峠下神社跡
  - 既に社殿は解体されているが資材はそのまま放置されている。鳥居、参道の石段、「2600年記念」の銘がある手水鉢が残る。
- 留萌市立峠下小学校跡
  - 小学校跡はかつてのポンルルモッペ駅逓の跡地。同駅逓は明治34年（1901年）5月に開設されたという。明治43年（1910年）11月、官設鉄道留萠線が開通し、当駅が開業したためその役割を終え、明治45年（1912年）3月に廃止となった[16]。その後大正15年（1926年）、峠下小学校がこの地に移転。昭和37年（1962年）に校舎改築。平成元年（1989年）3月31日をもって廃校となった[17][18]。旧校舎は閉鎖されそのままになっていたが、平成19年（2007年）1月、体育館が積雪の重みで倒壊したため、同年3月、すべて解体・撤去された。旧小学校については跡地を示す開拓記念の碑、旧校門柱、旧教員住宅（校長住宅。昭和56年（1981年）築）が残るが、駅逓に関する遺構や案内板等はない。

## 隣の駅
北海道旅客鉄道（JR北海道）
留萌本線（当駅廃止直前時点）
恵比島駅 - 峠下駅 - *東幌糠駅 - 幌糠駅
*打消線は廃駅。

### JR北海道
1. ↑  『留萌線（石狩沼田・留萌間）の廃止日繰上げの届出について』（PDF）（プレスリリース）北海道旅客鉄道、2022年12月9日。オリジナルの2022年12月9日時点におけるアーカイブ。2022年12月9日閲覧。
2. ↑  “極端にご利用の少ない駅（3月26日現在）” (PDF). 平成28年度事業運営の最重点事項.   北海道旅客鉄道株式会社. p. 6 (2016年3月28日). 2017年12月10日閲覧。
3. ↑  「駅別乗車人員（2016）」（PDF）『線区データ（当社単独では維持することが困難な線区）(地域交通を持続的に維持するために)』、北海道旅客鉄道株式会社、3頁、2017年12月8日。オリジナルの2018年8月17日時点におけるアーカイブ。2018年8月17日閲覧。
4. ↑  「留萌線（深川・留萌間）」（PDF）『線区データ（当社単独では維持することが困難な線区）(地域交通を持続的に維持するために)』、北海道旅客鉄道株式会社、3頁、2018年7月2日。オリジナルの2018年8月18日時点におけるアーカイブ。2018年8月18日閲覧。
5. ↑  “留萌線（深川・留萌間）” (PDF). 線区データ（当社単独では維持することが困難な線区）(地域交通を持続的に維持するために).   北海道旅客鉄道. p. 3 (2019年10月18日). 2019年10月18日時点のオリジナルよりアーカイブ。2019年10月18日閲覧。
6. ↑  “留萌線（深川・留萌間）” (PDF). 地域交通を持続的に維持するために > 輸送密度200人未満の線区（「赤色」「茶色」5線区）.   北海道旅客鉄道. p. 3 (2020年10月30日). 2020年11月2日時点のオリジナルよりアーカイブ。2020年11月4日閲覧。
7. ↑  “駅別乗車人員  特定日調査（平日）に基づく”.   北海道旅客鉄道. 2022年8月3日時点のオリジナルよりアーカイブ。2022年8月14日閲覧。
8. ↑  “駅別乗車人員  特定日調査（平日）に基づく”.   北海道旅客鉄道. 2022年9月3日時点のオリジナルよりアーカイブ。2022年9月3日閲覧。
9. ↑  “駅別乗車人員  特定日調査（平日）に基づく”.   北海道旅客鉄道. 2023年11月10日時点のオリジナルよりアーカイブ。2023年11月10日閲覧。